# U 47 – Kapitänleutnant Prien
U 47 – Kapitänleutnant Prien ist ein deutscher Kriegsfilm aus dem Jahr 1958. Der von Harald Reinl inszenierte Schwarzweißfilm schildert weitgehend fiktional, allerdings vor dem Hintergrund der historischen Ereignisse um das U-Boot U 47 und dessen Kommandanten Günther Prien, die Schrecken des U-Boot-Kriegs im Atlantik während des Zweiten Weltkriegs. Die Uraufführung erfolgte am 25. September 1958 im Stuttgarter Filmtheater Universum.

## Handlung
Kapitänleutnant Günther Prien gilt zu Beginn des Krieges als einer der fähigsten deutschen U-Boot-Kommandanten. Er wird deshalb vom Befehlshaber der U-Boote, Karl Dönitz, zu einer besonderen Mission ausgewählt: Er soll in den schwer bewachten britischen Flottenstützpunkt Scapa Flow eindringen und dort größtmöglichen Schaden anrichten. Prien bewältigt diese Aufgabe und wird von der deutschen Propaganda als Held gefeiert.
Gleichzeitig erinnert sich der Pfarrer Kille, der vom Nazi-Regime Verfolgten Unterschlupf gewährt, an seine gemeinsame Schulzeit mit Prien. In der Hoffnung, er könne mit Prien einen Kriegshelden als prominenten Unterstützer gewinnen, spricht er ihn auf sein Anliegen an und bittet um Hilfe. Prien lehnt jedoch das Ansinnen mit der Begründung, er sei Soldat und habe sich aus der Politik herauszuhalten, kategorisch ab. Auch der Versuch von Killes Schwester Alwine, über ihren Verlobten Birkeneck, der als Erster Offizier bei Prien fährt, etwas zu erreichen, schlägt fehl.
Mit zunehmender Dauer und Härte des Krieges erwachen jedoch in Prien Zweifel, ob seine Einstellung die richtige sei. Ein besonders einschneidendes Erlebnis widerfährt der Besatzung von U 47, als zwei aus dem Atlantik gerettete Schiffbrüchige eines versenkten Frachters sich als deutsche Flüchtlinge herausstellen und den Tod im Wasser der Aussicht, nach Deutschland zurückkehren zu müssen, vorziehen.
Schließlich erkennt Prien – auch nachdem er mit Birkeneck gesprochen hat –, dass er in seiner hervorgehobenen Position etwas bewirken könne, und sucht den mittlerweile inhaftierten Pfarrer Kille in dessen Zelle auf. Er verspricht ihm seine Hilfe, nicht ahnend, dass das Gespräch der beiden mitgehört wird. Damit gerät auch Prien ins Visier der Gestapo.
Doch für Prien bleibt dieser Besuch bei Kille ohne Folgen: U 47 wird auf der darauf folgenden Feindfahrt versenkt. Er selbst und der Smut werden von einem britischen Frachter gerettet, der dann aber seinerseits von einem deutschen U-Boot torpediert wird. Dessen Kommandant ist Birkeneck, der seine erste Feindfahrt als Kapitän absolviert. Als Priens Mütze aus dem Wasser gefischt wird, erkennt er, was geschehen ist, und verzögert unter Schock den rechtzeitigen Tauchbefehl: Birkenecks Boot wird von angreifenden Flugzeugen bombardiert und versenkt.

## Hintergrund
Der Film basiert auf der wahren Geschichte des U-Bootes U 47, das im Oktober 1939 unter dem Befehl Günther Priens in den britischen Stützpunkt Scapa Flow eindrang und dort das Schlachtschiff Royal Oak versenkte. Prien galt bis zu seinem Tod im März 1941 als einer der fähigsten deutschen U-Boot-Kommandanten des Zweiten Weltkriegs.
Bis auf Prien und den nicht namentlich genannten Admiral Dönitz (Befehlshaber der U-Boote) sind sämtliche Figuren des Filmes wohl frei erfunden, auch die Darstellung Priens als sich bekennender und aktiver Widerständler ist fiktiv. Auch das Ende Priens im Film ist frei erfunden, da er seit 1941 mit seinem Boot im Nordatlantik verschollen ist.
Gedreht wurde der Film von Juni bis Juli 1958 im Arca-Filmstudio zu Berlin-Pichelsberg sowie an der Küste bei Cartagena. Bei dem gezeigten U-Boot handelt es sich um das spanische Boot G 7, das vormalige deutsche Boot U 573, welches 1942 nach schwerer Beschädigung einen spanischen Hafen anlaufen musste und letztlich von der spanischen Marine gekauft wurde.

## Kritiken
„Zurechtgebogene Biographie […]; unkritische Heldenbeweihräucherung und verlogene Antikriegsmoral in einem filmtechnisch dürftigen Seekriegsspektakel.“

„Eine für die Entstehungszeit modische, insgesamt unaufrichtige Mischung aus deutschem Seeheldentum, aufgesetzter Widerstandshaltung und gefühlvoller Antikriegs-Allüre.“